# Carl Anders Plommenfelt
Carl Anders Plommenfelt, ursprungligen Plomgren, född 1750 i Stockholm, död efter år 1785, var en svensk hovfunktionär, mystiker och adelsman. Han var ceremonimästare vid svenska hovet från 1778 till 1780. 

## Biografi
Plommenfelt var son till Anders Plomgren och Margaretha Biörckman, på grund av vars förtjänster han adlades 1770. Han vistades 1771–1776 utomlands för bergverksstudier, blev 1777 vice ceremonimästare vid hovet och 1778 överceremonimästare. 
Han var en av de mera kända i den krets av äventyrare som hertig Karl omgav sig med. Han påstod sig under sin resa i Europa ha fått Charles Edward Stuarts löfte att överta dennes frimurarvärdighet, och hans påstådda kunskaper i frimureriets hemligheter var grunden till hans framgångar som mystiker vid hovet. Han stod värd för en stor frimurarsammankomst mellan de tyska och svenska frimurarna på Maltesholm 1777. När Gustav III år 1780 försökte inkräva Stuarts påstådda löfte om att överlåta sin frimurarvärdighet, svarade dock denne att han aldrig hade gett ett sådant löfte, något som ledde till Plommenfelts fall. Samtidigt blev handelshuset Plommenfelt indraget i rättsprocesser av ekonomiska skäl, vilket han också drogs in i, även om han aldrig varit involverad i dess verksamhet annat än rent formellt då det var hans mor Margaretha Plomgren som skötte det. 
Plommenfelt dömdes 1782 till döden, sedan det fastställts att det var han som på en fönsterruta i ett Stockholmsvärdshus, Clas på Hörnet, inristat en smädelse mot Gustav III. Han hade dock under tiden lyckats fly ur landet och skall ha avlidit i Amerika.